# AVN Award for Best Solo/Tease Performance
L'AVN Award for Best Solo/Tease Performance (precedentemente noto dal 1990 fino al 2014 come AVN Award for Best Tease Performance) è un premio pornografico assegnato all'attrice più stuzzicante votata come migliore dalla AVN, l'ente che assegna gli AVN Awards, riconosciuti come i migliori premi del settore 
Come per gli altri premi, viene assegnato nel corso di una cerimonia che si svolge a Las Vegas, solitamente nel mese di gennaio, dal 1990. Dal 2015 ha assunto l'attuale nome.

## Vincitrici e candidate

### Anni 1990
| Anno | Vincitrice         | Titolo                |
| ---- | ------------------ | --------------------- |
| 1990 | Tracey Adams       | Adventures Of Buttman |
| 1991 | Chantelle          | Bend Over Babes       |
| 1992 | Tianna             | Indian Summer         |
| 1993 | Racquel Darrian    | Bonnie and Clyde      |
| 1994 | Tianna             | Justine               |
| 1995 | Christina Angel    | Dog Walker            |
| 1996 | Christy Canyon     | Comeback              |
| 1997 | Janine Lindemulder | Extreme Close-Up      |
| 1998 | Sylvia Saint       | Fresh Meat 4          |
| 1999 | Ava Lustra         | Leg Sex Dream         |

### Anni 2000
| Anno | Vincitrice    | Titolo                           |
| ---- | ------------- | -------------------------------- |
| 2000 | Dahlia Grey   | Playthings                       |
| 2001 | Jessica Drake | Shayla's Web                     |
| 2002 | Tera Patrick  | Island Fever                     |
| 2003 | Belladonna    | The Fashionistas                 |
| 2004 | Michelle Wild | Crack Her Jack                   |
| 2005 | Vicky Vette   | Metropolis                       |
| 2006 | Katsumi       | Ass Worship 7                    |
| 2007 | Amy Reid      | My Plaything...                  |
| 2008 | Brianna Love  | Brianna Love: Her Fine Sexy Self |
| 2009 | Jenna Haze    | Pretty as They Cum               |

### Anni 2010
| Anno | Vincitrice                                 | Titolo                       |
| ---- | ------------------------------------------ | ---------------------------- |
| 2010 | Tori Black                                 | Tori Black Is Pretty Filthy  |
| 2011 | Eva Angelina Alexis Texas                  | Car Wash Girls               |
| 2012 | Asa Akira                                  | Asa Akira Is Insatiable 2    |
| 2013 | Remy LaCroix Lexi Belle                    | Remy                         |
| 2014 | Anikka Albrite                             | Anikka                       |
| 2015 | Anikka Albrite Dani Daniels Karlie Montana | Anikka 2                     |
| 2016 | Abigail Mac                                | Black And White 4            |
| 2017 | Asa Akira                                  | Asa Goes To Hell             |
| 2018 | Angela White                               | Angela 3                     |
| 2019 | Kissa Sins                                 | The Corruption Of Kissa Sins |

### Anni 2020
| Anno | Vincitrice                 | Titolo                                  |
| ---- | -------------------------- | --------------------------------------- |
| 2020 | Angela White               | Angela White: Dark Side                 |
| 2021 | Vanna Bardot               | Woman                                   |
| 2022 | Angela White Gabbie Carter | Angela Loves Threesomes 3               |
| 2023 | Angela White               | Take Control                            |
| 2024 | Blake Blossom              | Drawn to You/ Vanity                    |
| 2025 | Anna Claire Clouds         | Anna Claire Clouds: Dark Side – Part 3” |